# 艦隊Collection
《艦隊Collection -艦Colle-》（日语：艦隊これくしょん -艦これ-），一般譯作「艦隊收藏」，是由角川遊戲開發、DMM提供及營運的網頁遊戲，簡稱《艦Colle》（艦これ）。本遊戲以第二次世界大戰時期的各國軍艦（以大日本帝國海軍為多數）為題材，而遊戲內容為玩家需要收集稱為「艦娘」（かんむす）的軍艦萌擬人化角色卡片，為艦娘進行強化及改造同時，並以在戰鬥中打倒敵人作為目標。作為PC瀏覽器運行的網頁遊戲，在營運半年用戶即突破100萬。
拥有音乐CD、廣播劇CD、漫畫、動畫、小說等衍生作品。由於遊戲畫面與對話設計別具特色、對史實的再解釋，成為同人創作與同人作品的熱門素材。
遊戲初期用Adobe Flash系统，而iOS系統與Android系統平板電腦不支援Adobe Flash或者支援有所局限，僅有Windows系統則有支援。據日本市場調查公司BCN的報告，前述理由導致本遊戲間接帶動了Windows系統的平板電腦銷售。

## 遊戲内容
玩家（遊戲內艦娘們會稱呼玩家為「提督」或「司令」）為透過收集航空母艦、戰艦、巡洋艦等不同類型的萌擬人化軍艦卡片「艦娘」，並編制不同的艦隊與敵人戰鬥務求獲得勝利。每一位艦娘的插畫及人物設定皆以軍艦的外型及特徵為藍本，而戰鬥時使用的數值，是對應該艦在歷史上於不同海戰中發生的事件及其他要素，簡單地表現出來。艦娘所裝備的主砲等兵器也是以真實存在的兵裝能力數值化後的產物，所以該遊戲作為卡片遊戲的同時，亦是模擬海戰的戰爭遊戲。
玩家可進行的指令，分為出擊、編成（編制）、補給、改裝、入渠及工廠6種。在遊戲開始時可得到1位艦娘及一些資源，增加艦娘數目的方式，除了自行建造（「工廠」內其中一個指令）外，也可以在打倒敵人後拾得其掉下的艦娘。而艦娘的育成，則為在出擊後藉著等級上升來強化，並用以編制強大的艦隊。艦娘的建造與修理，必須使用的物資為燃料、彈藥、鋼材及鋁土礦這4種參數。這些物資會隨時間經過自動增加。玩家亦可以透過遠征（「出擊」內其中一個指令）來增加所擁有的物資。
玩家被指派進行任務（探索）後，在滿足完成任務的條件時會獲得種種物資作為獎賞，亦有可能取得強力的艦娘，或者增加1個能擁有的艦隊等特典。
艦娘本身均設有耐久度，輕微損毀時會在其圖標上噴出黑煙，而在中度損毀或以上的狀態其插畫會出現變化。耐久度降至0時即被判定為「擊沉」，在對殘存的艦隊留下遺言後該艦娘將會連同身上全部裝備消失（損失）。沒有任何方法可令被擊沉的艦娘復活，只可以重新訓練同種艦隻作為替代；但若是有安置損害管制道具，則會在該艦娘留下遺言之後發動，可以暫時性迴避一次擊沈所帶來的損失，並使艦娘總血量恢復四分之一（小數點直接捨去），損害管制道具有分基本與高級兩種，高級損管道具作用與基本損管道具相同，但不同的是，會使該艦娘的耐久度、燃料與彈藥全滿，損管道具皆為一次性道具，發動之後會消失，損害管制道具可以透過部分任務或是活動獲得，也可以用現金購買。
敵方艦隊被稱為「深海棲艦」（羅馬化：shinkaiseikan），是以軍艦與輸送艦等所構成但實質不明的一群怪物。雖然多數怪物的形狀與生物不甚相似，但是戰艦與航空母艦等強力的敵人則變成女性的形態。在期間限定的特別活動（期間限定活動的背景藍圖多為參照史實的大日本帝國參加過的海戰）及部分高難度的場景中登場的「深海棲艦」，會被被賦與「鬼」「姬」「浮遊要塞」等一般艦種有別的特殊名稱，而這些被賦予特殊名稱的深海棲艦也多為參照美軍或同盟國國家的軍事或戰略基地（如北方棲姬代表位於阿留申羣島的荷蘭港及中間棲姬代表中途島）、港口（如港灣棲姬代表達爾文港）、機場（如飛行場姬代表瓜達爾卡納爾島）、或是同盟國各國的戰艦以及航空母艦所設計，也有部分活動的深海棲艦形象參照自史實中在某作戰被擊沉的大日本帝國海軍軍艦及海外軍艦（例如於馬里亞納海戰被擊沉的翔鶴號航空母艦與大鳳號航空母艦、萊特灣海戰被擊沉的扶桑號戰艦及山城號戰艦及北非戰場被盟軍中破的維奇法軍旗艦黎塞留號戰艦），而其登場的場景亦與通常的敵人有所不同。
在作品中使用並名為《夜戰之曲（夜戦の曲）》的樂曲，是由隸屬於DMM.com的製作人岡宮道生所作曲。

### 艦娘

主頁面（母港）選項及艦娘（戰艦「大和」）

作戰頁面及艦娘（重巡洋艦「愛宕」）

游戏里的角色卡片（部分）

首度公開時的登場艦娘共94艘，另外加上改造後11艘變化版後總共為105艘，同時仍在陸續增加新艦娘及新改造艦娘。截至2015年2月時達到151艘（以上皆不含改造後變更）。
到2013年9月為止，雖然登場的船艦幾乎都是隸屬於日本海軍，但是亦曾發表過將加入日本以外海軍艦艇的擬人化艦娘，而於9月11日的新加入的「（俄文意為忠誠、可信賴的）」號就成為了第一艘日本以外的海軍艦艇」（不過「Верный」號是由日本驅逐艦「響」修改而成，並不是一開始就由外國製造的海外艦艇）。
2014年3月14日，真正意義上的外國艦開始加入，首先實裝的是德國艦艇，1934年級驅逐艦Z1、Z3和俾斯麥級戰艦一號艦俾斯麥（德語：Bismarck），而後又在其他的限定活動分別加入了希佩爾海軍上將級巡洋艦（德語：Admiral Hipper）三號艦歐根親王號重巡洋艦（德語：Schwere Kreuzer Prinz Eugen）、IXC級潛艇U-511（加入日本海軍後改稱呂號第五百潛水艦）和齊柏林伯爵級航空母艦（德語：Graf Zeppelin）一號艦齊柏林伯爵號航空母艦（德語：Flugzeugträger A）。
2015年4月27日開始的2015春季限定活動加入意大利海軍維托里奧·維內托級戰艦利托里奧（Littorio）/意大利（Italia）及羅馬號（Roma），同年8月10日的夏季限定活動第二次SN作戰後加入西北风级驱逐舰西南風號。
2016年2月10日的冬季限定活動中加入扎拉级重巡洋艦扎拉號，同年5月3日的春季限定活動中加入扎拉號的姊妹艦波拉號，8月12日的夏季限定活動第二次馬來亞海戰後加入鷲座號航空母艦，使軸心國海軍均已有艦艇登場。此外，2016年2月發售的掌上型遊樂器PlayStation Vita平台系列遊戲「艦これ 改」加入了美國海軍的愛荷華號戰艦，成為了本作第一艘同盟國側艦娘。並與2016年春季活動作為第七张（最后一张）作战地图过关獎勵加入到PC平台的「艦これ」中。其後在8月12日的夏季限定活動第二次馬來亞海戰中的第四張（最後一張）地圖加入了英國皇家海軍的伊莉莎白女王級戰艦厭戰號。11月19日的秋季限定活動中的第三張地圖加入了法國海軍的特斯特司令官號水上機母艦、並於第五張地圖(最後一張)加入了美國海軍列星頓級航空母艦的薩拉托加號航空母艦，為第一艘同盟國側的航空母艦。
2017年5月2日的春季限定活動的最後一張地圖加入了蘇聯海軍的甘古特級甘古特號戰艦，為本作中真正意義上的第一艘蘇聯艦艇。2017年8月10日的夏季限定活動的第四張地圖中加入了法國海軍的黎賽留級戰艦黎賽留號，第六張地圖加入了義大利海軍的Luigi Torelli號潛水艇，並於第七張地圖加入英國海軍的皇家方舟號航空母艦。
2018年2月27日的冬季限定活動中，於第四張地圖加入了美國海軍卡萨布兰卡级甘比尔湾號護衛航母，以及英國皇家海軍J级驅逐艦杰维斯號。第六張地圖中加入蘇聯海軍塔什干级的塔什干號驱逐舰號驅逐艦。第七張（最後一張）地圖中加入了美國海軍艾塞克斯級航空母艦无畏號。
2018年4月23日的五周年限定任務完成後，將會加入美國海軍的巴特勒级護衛驅逐艦塞缪尔·罗伯茨號。
2018年9月9日，2018年初秋活动开始。击破第三张地图可获得由德國远洋郵輪沙恩霍斯特号改裝而成的神鹰号航空母舰，击破第四张地图可获得意大利皇家海军西北风级驱逐舰西北風號驅逐艦號，同時可以在此地图通过打捞获得瑞典海军的哥特兰级轻航空巡洋舰哥特兰号。击破第五张地图的最终海域可以获得英国皇家海军纳尔逊级战列舰纳尔逊。
2018年12月27日开始的冬季限定活动中，击破第三张地图的最终海域可以获得大日本帝国海军的日进号水上飞机母舰。同时可以通过打捞获得美国海军的弗莱彻级驱逐舰约翰斯顿，这也是本作实装的第一艘弗莱彻级驱逐舰。
2019年5月21日舉行的春季限定活動中，擊破第二張地圖可以獲得大日本帝國海軍占守型海防艦的八丈號海防艦，並可透過打撈獲得其同型艦的石垣號海防艦。在擊破第三張地圖後，將可獲得義大利皇家海軍的朱塞佩·加里波底號輕巡洋艦。後段作戰中則可以打撈美國海軍的弗莱彻级驱逐舰命名艦弗萊徹號驅逐艦 (DD-445)，更能夠於擊破第五張地圖（最終關卡）後獲得美國海軍科羅拉多級戰艦的科羅拉多號戰艦。
2019年8月30日开始的夏季限定活动中，擊破第二張地圖就可獲得義大利皇家海軍的阿布魯齊公爵號輕巡洋艦。在擊破活動的最終一張地圖後可以獲得英國皇家海軍的雅努斯號驅逐艦。並且可在這兩張地圖中通過打撈獲得意大利皇家海军的西北風级驱逐舰的東北風號。
2019年11月29日开始的秋季限定活动中，擊破第三張地圖就可獲得澳大利亚皇家海军的珀斯號輕巡洋艦。同时可在这张地图通过打捞获得荷兰皇家海军的德•鲁伊特號輕巡洋艦。通过第四张地图后就可获得大日本帝國陆軍的特种船神州丸。并且可在此地图通过打捞获得美国海军北安普顿级重巡洋艦的休斯頓號重巡洋艦。突破后段作战的最后一张地图后就可以获得美国海军亚特兰大级轻巡洋艦的亚特兰大號輕巡洋艦。
2020年6月26日开始的的梅雨/夏季活動限定活动中，擊破前段作戰的四張地圖可分別獲得大日本帝國海軍的薄雲號驅逐艦、伊47號潛水艦和松號驅逐艦。同時也可在前段作戰通過打撈獲得迅鯨號潛水母艦和第四号海防艦。在突破後段作戰的三張地圖後可分別獲得美国海军南达科他级战列舰 (1941年)的南達科他號戰艦 (BB-57)和约克城级航空母舰的大黃蜂號航空母艦 (CV-8)。同時也可在後段作戰通過打撈獲得大日本帝國海軍的有明號驅逐艦、屋代号海防舰和美国海军布鲁克林级轻巡洋舰的海倫娜號輕巡洋艦。
2020年11月13日實裝了大日本帝國海軍雪風號驅逐艦的改造，可將雪風改造成中華民國海軍陽字號驅逐艦的丹阳号驱逐舰。
2020年11月27日开始的秋季限定活動中，可在前段作戰通過打撈來獲得義大利皇家海軍的西北風级驱逐舰的東南風號和英國皇家海軍城級輕巡洋艦 (1936年)的谢菲尔德号轻巡洋舰 (C24)。隨著通關前段作戰就可獲得美国海军北卡罗来纳级战列舰的華盛頓號戰艦 (BB-56)。通關後段作戰可獲得大日本帝國海軍松型驱逐舰的竹号驱逐舰 (1944年)。
2021年5月8日开始的春季限定活動中，可在前段作戰通過打撈來獲得大日本帝國海軍的伊號第二百三潛艦和巻波號驅逐艦。通關前段作戰就可獲得美国海军北安普頓級重巡洋艦的北安普頓號。通關後段作戰可獲得美国海军布鲁克林级轻巡洋舰的檀香山號輕巡洋艦。並可在後段作戰海域通過打撈來獲得大日本帝國海軍的涼波號驅逐艦和有帝國海軍最後倖存者稱號的前特務艦宗谷號巡視船。
2021年8月20日開始的夏季活動中，可通過打撈來獲得大日本帝國海軍的長鯨號潜水母艦和第三十号海防艦。並可在通關第二作戰海域時獲得義大利皇家海軍加富尔伯爵级战列舰的加富尔伯爵號戰列艦。接著通關後段作戰海域後可獲得英國皇家海軍光辉级航空母舰的勝利號航空母艦。
2021年10月9日開始的秋季活動中，在後段作戰中實裝了可在後段海域中通過打撈來獲得的大日本帝國海軍的日振型海防艦中的昭南號海防艦。並且在通關所有海域後可獲得美国海军猫鲨级潜艇的巫喙鲈号潛水艦。這也是第一艘同盟國側的潛水艦。
登場的艦娘各有自己的專用台詞，並使用聲優錄製成全語音，部分艦娘還有整點報時的語音。重大節日（聖誕節、新曆新年等日本傳統節日）、或是牽涉到史實的活動時亦會裝設期間限定的語音。聲優最多一人分飾約10艘的艦娘。至2014年11月底已登場艦娘配音聲優名單刊載於官方解說書。

### 已實裝艦娘名單
备注：标有★符号表示有同型舰未实装。
| 艦種                         | 艦型              | 艦名 | 備考 |
| ---------------------------- | ----------------- | --- | --- |
| 戰艦                         | 金剛型            | 金剛、比叡、榛名、霧島                                                                                              | 高速戰艦。 |
| 戰艦                         | 扶桑型            | 扶桑、山城 | 依據改造，艦種變更為航空戰艦。 |
| 戰艦                         | 伊勢型            | 伊勢、日向 | 依據改造，艦種變更為航空戰艦。第二次改造，艦種變更為 改裝航空戰艦。                                                                      |
| 戰艦                         | 長門型            | 長門、陸奥 | |
| 戰艦                         | 大和型            | 大和、武藏 | |
| 戰艦                         | 俾斯麥級          | 俾斯麥 | ★ 德國海軍。高速戰艦。 |
| 戰艦                         | 加富尔伯爵级      | 加富尔伯爵 | ★ 義大利皇家海軍。改裝後轉為高速戰艦。                                                                                                   |
| 戰艦                         | 维托里奥·维内托級 | 利托里奧／義大利、羅馬                                                                                              | ★ 義大利皇家海軍。高速戰艦。利托里奧依據改造後，艦名變更為義大利。                                                                       |
| 戰艦                         | 內華達級          | 內華達 | ★ 美國海軍。 |
| 戰艦                         | 科羅拉多級        | 科羅拉多、馬利蘭 | ★ 美國海軍。 |
| 戰艦                         | 北卡羅萊納級      | 華盛頓 | ★ 美國海軍。高速戰艦。 |
| 戰艦                         | 南達科他級        | 南達科他、麻薩諸塞                                                                                                  | ★ 美國海軍。高速戰艦。 |
| 戰艦                         | 愛荷華級          | 愛荷華 | ★ 美國海軍。高速戰艦。 |
| 戰艦                         | 伊莉莎白女王級    | 厭戰、英勇 | ★ 英國海軍。 |
| 戰艦                         | 纳尔逊级          | 纳尔逊、羅德尼 | 英國海軍。 |
| 戰艦                         | 黎賽留級          | 黎塞留、讓·巴爾 | 法國海軍，高速戰艦，讓·巴爾號為人類史上最後完工並服役的戰列艦。                                                                          |
| 戰艦                         | 甘古特级          | 甘古特／十月革命 | ★ 蘇聯海軍。經改造，艦名變更為十月革命。二次改造後艦名再次變更回來。雖為低速艦，但在遊戲內部仍歸類至巡洋戰艦。                           |
| 航空母艦                     | 赤城型            | 赤城 | |
| 航空母艦                     | 加賀型            | 加賀 | |
| 航空母艦                     | 蒼龍型            | 蒼龍 | |
| 航空母艦                     | 飛龍型            | 飛龍 | |
| 航空母艦                     | 翔鶴型            | 翔鶴、瑞鶴 | 依據改造，可隨意變更艦種成為裝甲航空母艦。                                                                                               |
| 航空母艦                     | 雲龍型            | 雲龍、天城、葛城 | |
| 航空母艦                     | 齊柏林伯爵級      | 齊柏林伯爵 | 德國海軍。遊戲中首隻能在夜間攻擊的玩家方航空母艦，但並非使用艦載機，而是使用砲擊。                                                       |
| 航空母艦                     | 鷲座級            | 鷲座 | ★ 義大利海軍。 |
| 航空母艦                     | 列星頓級          | 列星頓、薩拉托加 | 美國海軍。 |
| 航空母艦                     | 遊騎兵级          | 遊騎兵 | 美國海軍。 |
| 航空母艦                     | 約克城级          | 大黃蜂 | ★ 美國海軍。 |
| 航空母艦                     | 埃塞克斯級        | 无畏 | ★ 美國海軍。 |
| 航空母艦                     | 皇家方舟級        | 皇家方舟 | 英國海軍。 |
| 裝甲航空母艦                 | 大鳳型            | 大鳳 | |
| 裝甲航空母艦                 | 光辉级            | 勝利 | ★ 英國海軍。 |
| 輕型航空母艦                 | 鳳翔型            | 鳳翔 | |
| 輕型航空母艦                 | 龍驤型            | 龍驤 | |
| 輕型航空母艦                 | 祥鳳型            | 祥鳳、瑞鳳 | 瑞鳳經過改造，艦種可以變更為護衛空母，並能自由切換。                                                                                     |
| 輕型航空母艦                 | 飛鷹型            | 飛鷹、隼鷹 | |
| 輕型航空母艦                 | 春日丸型／大鷹型  | 春日丸／大鷹、八幡丸／雲鷹、神鹰                                                                                    | ★ 屬於「護衛航空母艦」，擁有高度的反潛能力。經多次改造後亦有在夜間攻擊的能力。                                                           |
| 輕型航空母艦                 | 獨立级            | 蘭利 | ★ 美国海军。歷史上並非護衛航空母艦，但在遊戲中被分類為護衛航空母艦。                                                                     |
| 輕型航空母艦                 | 卡萨布兰卡级      | 甘比尔湾 | ★ 美国海军。護衛航空母艦。 |
| 水上機母艦                   | 千歲型            | 千歲、千代田 | 依據改造，艦種變更為輕型航空母艦。 |
| 水上機母艦                   | 瑞穗型            | 瑞穗 | |
| 水上機母艦                   | 日進型            | 日進 | |
| 水上機母艦                   | 秋津洲型          | 秋津洲 | |
| 水上機母艦                   | 塔斯特指揮官級    | 塔斯特指挥官 | 法國海軍。 |
| 潛水母艦                     | 迅鯨型            | 迅鯨、長鯨 | |
| 潛水母艦                     | 改冰川丸型        | 平安丸 | ★ 特設潛水母艦。 |
| 潛水母艦                     | 大鯨型            | 大鯨 | 依據改造，艦種及艦名變更為輕型航空母艦龍鳳。                                                                                             |
| 補給艦                       | 神威型            | 神威 | 經改造後艦種變更為水上機母艦。 第二次改造後艦種變更回補給艦。                                                                            |
| 補給艦                       | 改風早型          | 速吸 | |
| 練習特務艦                   | 改敷島型          | 朝日 | 原為日俄戰爭時期的舊戰艦，在二次大戰時期作為練習艦與工作艦使用。改造後艦種變更為工作艦。                                                 |
| 工作艦                       | 明石型            | 明石 | 角色同時也作為母港人員「道具屋娘」出場。                                                                                                 |
| 破冰艦                       | 大泊型            | 大泊 | |
| 特務艦/燈塔補給船/南極觀測船 | （沒有記載）      | 宗谷 | 依據練度，艦種可按需要進行改裝切換。 燈塔補給船/南極觀測船為海上保安廳所屬船隻，並非軍「艦」。                                           |
| 重巡洋艦                     | 古鷹型            | 古鷹、加古 | |
| 重巡洋艦                     | 青葉型            | 青葉、衣笠 | |
| 重巡洋艦                     | 妙高型            | 妙高、那智、足柄、羽黒                                                                                              | |
| 重巡洋艦                     | 高雄型            | 高雄、愛宕、摩耶、鳥海                                                                                              | |
| 重巡洋艦                     | 最上型            | 最上、三隈、鈴谷、熊野                                                                                              | 依據改造，艦種變更為航空巡洋艦。其中鈴谷、熊野二艦可再改造為攻擊用輕型航空母艦，並能自由切換。遊戲中此二艦會以攻擊水面艦優先而非潛水艦。 |
| 重巡洋艦                     | 利根型            | 利根、摩 | 依據改造，艦種變更為航空巡洋艦。其中鈴谷、熊野二艦可再改造為攻擊用輕型航空母艦，並能自由切換。遊戲中此二艦會以攻擊水面艦優先而非潛水艦。 |
| 重巡洋艦                     | 希佩爾海軍上將級  | 歐根親王 | ★ 德國海軍。 |
| 重巡洋艦                     | 扎拉級            | 扎拉、波拉 | ★ 義大利海軍。 |
| 重巡洋艦                     | 北安普頓級        | 北安普頓、休斯頓 | ★ 美國海軍。 |
| 重巡洋艦                     | 紐奧良級          | 明尼亞波利斯、塔斯卡盧薩                                                                                            | ★ 美國海軍。 |
| 輕巡洋艦                     | 天龍型            | 天龍、龍田 | |
| 輕巡洋艦                     | 球磨型            | 球磨、多摩、北上、大井、木曾                                                                                        | 北上、大井、木曾依據改造，艦種變更為重雷裝巡洋艦。                                                                                       |
| 輕巡洋艦                     | 長良型            | 長良、五十鈴、名取、由良、鬼怒、阿武隈                                                                              | |
| 輕巡洋艦                     | 川内型            | 川内、神通、那珂 | |
| 輕巡洋艦                     | 夕張型            | 夕張 | |
| 輕巡洋艦                     | 阿賀野型          | 阿賀野、能代、矢矧、酒匂                                                                                            | |
| 輕巡洋艦                     | 大淀型            | 大淀 | 角色同時也作為為母港人員「任務娘」出場。                                                                                                 |
| 輕巡洋艦                     | 阿布魯齊公爵級    | 阿布魯齊公爵、朱塞佩·加里波第                                                                                       | 義大利海军。 |
| 輕巡洋艦                     | 布鲁克林级        | 布鲁克林、鳳凰城／貝爾格拉諾將軍、檀香山                                                                            | ★ 美國海軍。鳳凰城依據改造，艦名變更為阿根廷海軍的貝爾格拉諾將軍。                                                                       |
| 輕巡洋艦                     | 聖路易斯級        | 海倫娜 | ★ 美國海軍。 |
| 輕巡洋艦                     | 亞特蘭大級        | 亞特蘭大 | ★ 美國海軍。防空巡洋艦。 |
| 輕巡洋艦                     | 城級              | 雪菲爾 | ★ 英國皇家海軍。 |
| 輕巡洋艦                     | 拉加利索尼埃級    | 光榮 | ★ 法國海軍。 |
| 輕巡洋艦                     | 基洛夫級          | 基洛夫 | ★ 蘇聯海軍。 |
| 輕巡洋艦                     | 哥特兰级          | 哥特兰 | 瑞典海军。輕航空巡洋艦。 |
| 輕巡洋艦                     | 德·魯伊特級       | 德·魯伊特 | 荷蘭皇家海軍。 |
| 輕巡洋艦                     | 珀斯級            | 珀斯 | ★ 澳洲皇家海軍。 |
| 練習巡洋艦                   | 香取型            | 香取、鹿島 | ★ |
| 驅逐舰                       | 神風型            | 神風、朝風、春風、松風、旗風                                                                                        | ★ |
| 驅逐舰                       | 睦月型            | 睦月、如月、彌生、卯月、皋月、水無月、文月、長月、菊月、三日月、望月                                                | ★ |
| 驅逐舰                       | 吹雪型            | 吹雪、白雪、初雪、深雪、叢雲、薄雲、白雲、磯波、浦波                                                                | ★ |
| 驅逐舰                       | 綾波型            | 綾波、敷波、狭雾、天雾、朧、曙、漣、潮                                                                              | ★ |
| 驅逐舰                       | 曉型              | 曉、響／Верный、雷、電                                                                                              | 響依據改造，艦名變更為蘇聯海軍的Верный。                                                                                                 |
| 驅逐舰                       | 初春型            | 初春、子日、若葉、初霜、有明、夕暮                                                                                  | |
| 驅逐舰                       | 白露型            | 白露、時雨、村雨、夕立、春雨、五月雨、海風、山風、江風、涼風                                                        | |
| 驅逐舰                       | 朝潮型            | 朝潮、大潮、滿潮、荒潮、朝雲、山雲、夏雲、峯雲、霞、霰                                                              | |
| 驅逐舰                       | 陽炎型            | 陽炎、不知火、黒潮、親潮、早潮、初風、雪風/丹阳、天津風、時津風、浦風、磯風、浜風、谷風、野分、嵐、萩風、舞風、秋雲 | ★ 雪风依据改造，舰名变更为中華民國海軍的丹阳；进一步改造后回复原名和所属势力。                                                           |
| 驅逐舰                       | 夕雲型            | 夕雲、卷雲、風雲、長波、卷波、高波、玉波、涼波、藤波、早波、濱波、沖波、岸波、朝霜、早霜、秋霜、清霜                | ★ |
| 驅逐舰                       | 秋月型            | 秋月、照月、涼月、初月、冬月                                                                                        | ★ |
| 驅逐舰                       | 島風型            | 島風 | |
| 驅逐舰                       | 松型              | 松、竹、梅、桃、杉、榧                                                                                              | ★ |
| 驅逐舰                       | Z1型              | Z1、Z3 | ★ 德國海軍。 |
| 驅逐舰                       | 西北風級          | 西北风、東北風、西南風、東南風                                                                                      | 義大利海軍。 |
| 驅逐舰                       | 弗萊徹級          | 弗萊徹、約翰斯頓、海伍德·L·愛德華茲、理查·P·李瑞                                                                    | ★ 美国海軍。 |
| 驅逐舰                       | 約翰·C·巴特勒級   | 塞缪尔·B·罗伯茨 | ★ 美国海軍。護衛驅逐艦。 |
| 驅逐舰                       | J级               | 杰维斯、雅努斯、標槍                                                                                                | ★ 英国海軍。 |
| 驅逐舰                       | 莫加多爾級        | 莫加多爾 | ★ 法國海軍。 |
| 驅逐舰                       | 塔什干级          | 塔什干 | 苏联海軍。 |
| 海防艦                       | 占守型            | 占守、國後、八丈、石垣                                                                                              | |
| 海防艦                       | 擇捉型            | 擇捉、松輪、佐渡、對馬、平戶、福江                                                                                  | ★ |
| 海防艦                       | 御藏型            | 御藏、能美、倉橋、屋代                                                                                              | ★ |
| 海防艦                       | 日振型            | 日振、大东、昭南 | ★ |
| 海防艦                       | 鵜來型            | 鵜來、稻木 | ★ |
| 海防艦                       | 丁型              | 第四號海防艦、第二十二號海防艦、第三十号海防艦                                                                      | ★ |
| 潛艦                         | 巡潛甲型改二      | 伊13、伊14 | 航空潛艦。 |
| 潛艦                         | 潛特型（伊400型） | 伊400、伊401 | ★ 航空潛艦。 |
| 潛艦                         | 海大VI型          | 伊168 | ★ |
| 潛艦                         | 巡潛3型           | 伊8 | ★ 依據改造，艦種變更為航空潛艦。 |
| 潛艦                         | 巡潛乙型          | 伊19、伊26、伊36 | ★ 依據改造，艦種變更為航空潛艦。 |
| 潛艦                         | 巡潛乙型改一      | 伊41 | ★ 航空潛艦。 |
| 潛艦                         | 巡潜丙型          | 伊47 | ★ |
| 潛艦                         | 巡潛乙型改二      | 伊58 | ★ 依據改造，艦種變更為航空潛艦。 |
| 潛艦                         | 潛高型            | 伊201、伊203 | ★ |
| 潛艦                         | 三式潛航輸送艇    | まるゆ | 日本陸軍。 |
| 潛艦                         | U艇IXC型／呂號    | U-511／呂500 | ★ 依據改造，艦名由德國海軍的U-511變更為日本海軍的呂500。                                                                                 |
| 潛艦                         | 馬爾切洛級        | C.Cappellini／UIT-24／伊503                                                                                         | ★ 依據改造，艦名由義大利海軍的C.Cappellini變更為纳粹德国海军的UIT-24，又变更为日本海軍的伊503，為少數曾在三個軸心國海軍服役的艦艇之一。  |
| 潛艦                         | 古列爾莫·馬可尼級 | Luigi Torelli／UIT-25／伊504                                                                                        | ★ 依據改造，艦名由義大利海軍的Luigi Torelli變更為纳粹德国海军的UIT-25，又变更为日本海軍的伊504，為少數曾在三個軸心國海軍服役的艦艇之一。 |
| 潛艦                         | 鮭魚級            | 鮭魚 | ★ 美國海軍。 |
| 潛艦                         | 貓鯊級            | 鼓魚、棘鰆、巫喙鱸                                                                                                  | ★ 美國海軍。 |
| 登陸艦                       | 陸軍特種船（R1）  | 神州丸 | 日本陸軍。 |
| 登陸艦                       | 特種船丙型        | 秋津丸 | 日本陸軍。 |
| 登陸艦                       | 特種船M丙型       | 熊野丸 | 日本陸軍。 |
| 特設護衛空母                 | 特1TL型           | 島根丸 | |
| 特設護衛空母                 | 特2TL型           | 山汐丸 | 日本陸軍。 |
| 戰車登陸艦                   | 二等輸送艦        | 第百一號輸送艦 | ★ |
| 食品補給艦                   | （沒有記載）      | 間宮 | 為道具，非可操作艦娘。 |
| 食品補給艦                   | （沒有記載）      | 伊良湖 | 為道具，非可操作艦娘。 |

#### 聲優
| 聲優名                  | 配音 |
| ----------------------- | --- |
| 井口裕香                | 加賀、利根、摩、天龍、龍田、長良、五十鈴、名取                                                                                             |
| 伊瀬茉莉也              | 伊401 |
| 上坂堇                  | 蒼龍、飛龍、吹雪、白雪、初雪、深雪、叢雲、白雲、磯波、浦波、冬月、稻木、防空埋護冬姬（敵艦）                                               |
| 遠藤綾                  | Bismarck、Z1、Z3 |
| 大坪由佳                | 伊勢、日向、飛鷹、隼鷹、古鷹、加古、北上、大井、日振、大東、Washington                                                                     |
| 小倉唯                  | 大鯨／龍鳳、天津風、伊26 |
| 小澤亞李                | 野分、秋月、Prinz Eugen、Janus、驅逐棲姬（敵艦）、空母水鬼（敵艦）、安濟奧海岸棲姬（敵艦）                                                 |
| 金元壽子                | 春雨、早霜、清霜、Rodney、北方棲姬（敵艦）                                                                                                 |
| 川澄綾子                | 雲龍、大淀（兼任任務NPC）、神風、磯風、中間棲姬（敵艦）                                                                                    |
| 小林元子                | 初春、子日、若葉、初霜 |
| 小松真奈                | 瑞鳳、浦風、濱風、谷風、福江 |
| 佐倉綾音                | 長門、陸奥、球磨、多摩、木曾、川內、神通、那珂、島風                                                                                       |
| 洲崎綾                  | 鳳翔、青葉、最上、曉、響／Верный、雷、電                                                                                                   |
| 竹達彩奈                | 大和、秋雲、夕雲、卷雲、長波、松、竹、Scirocco                                                                                             |
| 谷邊由美 （タニベユミ） | 迅鯨、宗谷、由良、有明、夕暮、白露、時雨、村雨、夕立、藤波、早波、濱波、Richelieu、Jean Bart、Commandant Teste、Gloire、深海雨雲姬（敵艦） |
| 種田梨沙                | 祥鳳、妙高、那智、足柄、羽黑、五月雨、涼風、明石（兼任道具NPC）                                                                            |
| 東山奈央                | 金剛、比叡、榛名、霧島、高雄、愛宕、摩耶、鳥海、綾波、敷波、Jervis、Javelin                                                                |
| 中島愛                  | 衣笠、三隈、初月、伊168、伊58 |
| 能登麻美子              | 大鳳、春風、秋津丸、まるゆ |
| 野水伊織                | 翔鶴、瑞鶴、鬼怒、阿武隈、速吸、纳尔逊、泊地棲鬼（敵艦）、泊地棲姫（敵艦）                                                                 |
| 早坂梢                  | 朧、曙、漣、潮 |
| 日高里菜                | 龍驤、睦月、如月、彌生、卯月、皐月、水無月、文月、長月、菊月、三日月、望月                                                                 |
| 藤田咲                  | 扶桑、山城、赤城、陽炎、不知火、雪風、時津風、凉月、伊47、第四號海防艦、空母棲鬼（敵艦）、空母棲姬（敵艦）                                 |
| 布萊德庫特·莎拉·惠美    | 鈴谷、熊野、夕張、初風、舞風 |
| 堀江由衣                | 天城、朝雲、山雲、間宮（道具用途）、伊良湖（道具用途）                                                                                     |
| 味里                    | 武藏、伊8、伊19 |
| 宮川若菜                | 千歲、千代田、朝潮、大潮、滿潮、荒潮、霰、霞、Ташкент                                                                                      |
| 山田悠希                | 阿賀野、能代、矢矧、酒匂、伊201、伊203 |
| 茅野愛衣                | 葛城、香取、鹿島、嵐、朝霜、U-511／呂500                                                                                                   |
| 久野美咲                | 高波、Littorio／Italia、Roma |
| 小松未可子              | 秋津洲、照月 |
| 石上靜香                | 瑞穗、海風、江風 |
| 鬼頭明里                | 風雲、沖波、岸波、島根丸、Maestrale、Libeccio                                                                                              |
| 早見沙織                | 萩風、Graf Zeppelin |
| 橋本千波                | 山風、Iowa |
| 赤崎千夏                | Aquila、Zara、Pola |
| 內田秀                  | 御藏、Gambier Bay、Warspite，Ark Royal、Perth                                                                                              |
| 伊藤靜                  | 朝風、松風、Saratoga |
| 今村彩夏                | 伊13、伊14、伊400、佐渡、對馬、深海雙子棲姬（敵艦）                                                                                        |
| 本渡楓                  | 親潮 |
| 瀨戶麻沙美              | 神威、Гангут／Октябрьская революция |
| 首藤志奈                | 春日丸／大鷹、擇捉、松輪 |
| 咲咲木瞳                | 占守、國後 |
| 鈴木實里                | 天霧、狹霧 |
| 生天目仁美              | 旗風、Luigi Torelli／UIT-25／伊504 |
| 久保田光                | Intrepid |
| 白城奈央                | Johnston、Samuel B.Roberts |
| 高尾奏音                | 神鷹、八丈、石垣、Sheffield、Gotland |
| 宮本侑芽                | 日進、峯雲、深海日棲姬（敵艦） |
| 淺見春那                | Colorado、G.Garibaldi |
| 宇民祐希                | Fletcher |
| 森山由梨佳              | 薄雲、平戶、昭南、伊36、伊41、L.d.S.D.d.Abruzzi、Grecale、Helena、De Ruyter                                                                |
| 豐口惠                  | 秋霜、神州丸 |
| 名塚佳織                | Houston、Atlanta |
| 菲魯茲·藍               | Hornet、南太平洋空母棲姬（敵艦） |
| 松岡美里                | 屋代、山汐丸、Maryland、South Dakota |
| 石橋桃                  | 涼波、桃 |
| 佐藤聰美                | 卷波、Northampton |
| 八木侑紀                | 八幡丸／雲鷹、第三十号海防艦、Honolulu |
| 飯田光                  | 玉波、Conte di Cavour |
| 山田美鈴                | 長鯨、Victorius、歐洲裝甲空母棲姬（敵艦）                                                                                                  |
| 榎吉麻彌                | Massachusetts、Brooklyn、Scamp、潛水鮫水鬼（敵艦）                                                                                         |
| 梅澤惠                  | 梅、深海梅棲姬（敵艦） |
| 古川未央那              | 早潮、倉橋 |
| 川井田夏海              | 鵜來、第二十二號海防艦、Langley、Salmon |
| 阿部菜摘子              | 夏雲、Ranger |
| 井料愛良                | 熊野丸、Tuscaloosa、Heywood L.E. |
| 林梨花                  | 能美、第百一號輸送艦 |
| 明坂聰美                | 朝日、榧、Киров、條約外巡洋艦水姬（敵艦）                                                                                                  |
| 岩橋由佳                | C.Cappellini／UIT-24／伊503、Nevada |
| 結川麻希                | 平安丸、大泊、Wahoo、Drum |
| 松井曉波                | Lexington、Mogador |
| 華崎文嘉                | Phoenix／General Belgrano、Valiant |
| 倉西希奈                | Minneapolis |
| 未發表                  | 杉、Richard P. Leary、一部分深海棲艦（敵艦）                                                                                               |

#### 插畫家
艦娘的插圖亦是由數位插畫家負責，並分別負責多艘艦娘，不過插畫家的名稱也是未曾全數公佈。
以下為於不同型式中正式公開名字的插畫家。
| 插畫家名 | 角色 |
| -------- | --- |
|          | 瑞穗、神威、特斯特長官、黎塞留、Gambier Bay、深海棲艦（敵艦）的部分（潛水カ級、潛水ヨ級、潛水ソ級、泊地棲鬼、泊地棲姬、戰艦棲姬、飛行場姬、北方棲姬等等） |
|          | 五月雨、涼風 |
|          | 天龍、龍田、叢雲、初春、子日 |
|          | 古鷹、加古、球磨、多摩、木曾、占守、國後 |
|          | 全部深海棲艦（敵艦）的設計概念、一部分深海棲艦（敵艦）（戰艦ル級、戰艦タ級、戦艦レ級、空母ヲ級、輕母ヌ級、重巡リ級、輕巡ヘ級、驅逐イ級・ロ級・ハ級等等） |
|          | 雲龍、天城、葛城、龍驤、飛鷹、隼鷹、千歲、千代田、長良、五十鈴、名取、秋津丸、まるゆ、伊26 |
|          | 大鯨 / 龍鳳、白露、時雨、村雨、夕立、春雨、江風、海風、山風 |
|          | 金剛、比叡、榛名、霧島、翔鶴、瑞鶴、皇家方舟、瑞鳳、鈴谷、熊野、由良、鬼怒、阿武隈、夕張、阿賀野、能代、矢矧、酒匂、朝潮、大潮、滿潮、荒潮、霰、霞、陽炎、不知火、黒潮、親潮、初風、野分、舞風、 嵐、萩風、速吸、深海棲艦（敵艦）的部分（驅逐水鬼、歐洲棲姬、深海鶴棲姬）、服裝設計(深海磨鎖鬼、深海道化鬼) |
|          | / 、 |
|          | 長門、陸奧、大和、武藏、Iowa、Saratoga、秋津洲、雪風、天津風、時津風、秋月、照月、涼月、初月、島風、伊13、伊14、深海棲艦（敵艦）的部分（防空棲姬、防空埋護姬） |
|          | 伊勢、日向、鳳翔、春日丸、赤城、加賀、蒼龍、飛龍、Intrepid、最上、三隈、北上、大井、吹雪、白雪、初雪、深雪、磯波、綾波、敷波、浦波、日振、大东、伊400、伊401、神鷹、深海棲艦（敵艦）的部分（護衛棲姬） |
|          | 大鳳、 / 呂500 |
|          | 伊8、伊19、伊58、伊168 |
|          | 睦月、如月、弥生、卯月、水無月 |
|          | 朧、曙、漣、潮、狹霧、天霧、Gotland、教程娘（NPC） |
|          | 摩耶、鳥海、浦風、磯風、滨風、谷風、香取、鹿島、神風、春風 |
|          | 青葉 |
|          | 衣笠、大淀 / 任務娘（「母港」人員）、朝雲、山雲、秋雲、夕雲、巻雲、風雲、長波、高波、朝霜、早霜、清霜、藤波、衝波、滨波、明石 / 道具屋娘（「母港」人員）、間宮（作為道具）、伊良湖、錯誤娘（NPC） |
|          | 祥鳳、妙高、那智、足柄、羽黑、利根、筑摩、川内、神通、那珂 |
|          | 高雄、愛宕 |
|          | Гангут/Октябрьская революция、皐月、文月、長月、菊月、三日月、望月、曉、響 / 、雷、電、若葉、初霜、Ташкент |
|          | 扶桑、山城 |
|          | 擇捉、松輪、佐渡、對馬 |
| ZECO     | Samuel B. Roberts、約翰斯頓、Houston、深海棲艦（敵艦）的部分（バタビア沖棲姫） |
| A士      | 御藏 |
| 未發表   | 深海棲艦（敵艦）的部分、NPC的部分 |

## 發展
目前由于DMM平台的原因，游戏仍不允許海外IP玩家直接登錄，但可以透過VPN、修改瀏覽器Cookie，修改hosts方式等方法繞過IP封鎖。

### 玩家數目

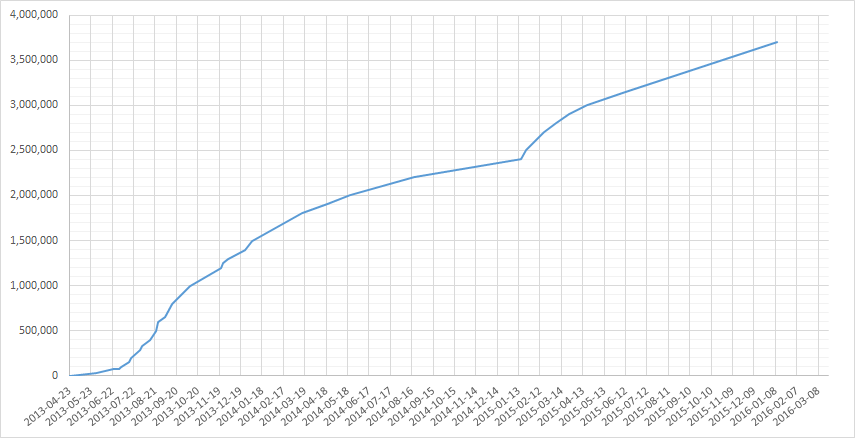
表示玩家人數增長的圖表

《艦Colle》的營運部門在服務開始初期，只預計最大玩家數目（登錄者數目）為10萬人，DAU（Daily Active Users,，1日1次以上進行遊戲的人數）為2萬人
。服務開始後，到5月為止玩家數目已遠超營運部門最初預計範圍。踏入6月，由於twitter與口耳相傳，導致登錄者的增長人數遠超營運部門的想像，因此有關方面暫時停止了新用戶的登錄。這時登錄者人數已達7萬5千人。在這6月份大幅增加的原因，為漫畫家平野耕太在twitter上發表了對該遊戲的言論所引致，更有一些網站更將其稱為「HIRAKO衝擊（ヒラコーショック）」。在7月重新接受新玩家登錄後，到了7月中旬人數已突破20萬，而於8月10日發售的雜誌的記載為當時「30萬人以上」，其後於8月27日發售的雜誌報導為「突破50萬用戶」，而於8月30日刊登的網上報導變成「突破60萬用戶」，再於9月7日刊登的網上報導已為「登錄人數突破65萬」「DAU超過35萬」，到了9月19日刊登的網上報導更為「帳戶己超過80萬及驚異的活躍用戶率」。到了2013年8月，新登錄已改為抽籤形式進行。2013年十二月底，總用戶已經達到135萬人。2014年1月4日，總用戶數正式達到150萬。2014年5月，總人數突破200萬。2015年1月，總人數突破250萬2015年2月，總人數突破270萬。2015年3月，總人數突破280萬。2015年4月18日，總人數突破300萬。2015年6月,總人數突破320萬人。

### 獲利模式
和大部分以「轉蛋」（購買抽獎券）這類道具收費為重心獲取利益的社群網路遊戲不同，《艦Colle》雖然有利於遊戲進行的付費要素，但是不付費就得不到的日常消耗性道具、艦娘、遊戲功能基本上不存在。絕大部分付費道具均有機會循完成指定任務或季節限定活動少量地取得，即使不購買遊戲物資、以額外的「書類一式」付費道具進一步提升艦娘的能力和等級上限，或擴充持有船數上限，也有機會突破限定活動，活動限定的艦娘有機會在往後的限定活動中再掉落、作為特別任務獎勵，或過一段時間後開放至一般關卡掉落或建造，並不會特別優待付費玩家，官方甚至在游戏画面中明确提醒玩家切勿購買資源進行消耗资源较多的大型建造。《艦Colle》構想在書籍出版及週邊商品等多媒體展開（跨媒體製作）方式以取得獲利。
2013年9月27日，角川集團控股董事長角川歷彥提到《艦Colle》時表示，由於出資比率的關係，截至2013年9月，角川集團並未從中賺取利益；有多數企劃期望將角川Games的《艦Colle》改編成小說及漫畫等，對角川歷彥本人將來想嘗試的「重複運用一項IP（智慧財產權）」在《艦Colle》逐漸成長這件事抱以期待。截止至2014年3月末，據日本經濟新聞援引DMM.com的資料顯示，艦娘的銷售額已經達到了70億日圓，是遊戲開發費用的140倍。

## 零售版
於2013年9月26日舉行為出版業而設的發表會「KADOKAWA GAME STUDIO MEDIA BRIEFING 2013 AUTUMN」中，角川遊戲發表了成立新品牌「KADOKAWA GAME STUDIO」的消息，同時間亦正式公開了該品牌正在開發《艦Colle》PlayStation Vita版的消息。Vita版將預定於2014年發售，而標題暫時被命名為《艦Colle改》。現在的網頁版與零售版實為在差不多時間同時進行制作，因此PS Vita以作為遊戲平台，其實在正式發表1年多前已經決定。

## 跨媒體

### 電視動畫
於KADOKAWA GAME STUDIO MEDIA BRIEFING 2013 AUTUMN中發表PS Vita版《艦Colle改》的同時間，該作亦一同發表動畫將進行動畫化的計劃。並預定於2015年冬季後播放，所負責的聲優與遊戲版相同，並公告戰鬥畫面將大幅採用3D動畫製作。電視動畫自2015年1月7日起於獨立UHF局、日本電視網、TBS電視網、東京電視網、全日本新聞網、富士電視網底下多家電視台及BS11頻道播放。
在動畫播出之後，因為劇情的多頭馬車等原因，使得此動畫不管在遊戲愛好者之中還是愛好者之外的觀眾給予的評價都不甚理想。
動畫登場角色有吹雪（聲優：上坂堇）、赤城（聲優：藤田咲）和加賀（聲優：井口裕香）大井、北上（聲優：大坪由佳）、金剛、比叡、霧島、榛名、愛宕、高雄（聲優：東山奈央）、曉、響、雷、電、最上、鳳翔（聲優：洲崎綾）、足柄（聲優：種田梨沙）、睦月、如月（聲優：日高里菜）、瑞鶴、翔鶴（聲優：野水伊織）、長門、陸奧、島風（聲優：佐倉綾音）、大和（聲優：竹達彩奈）、大淀（聲優：川澄綾子）、和夕張（聲優：布萊德庫特·莎拉·惠美）等角色。一般電視動畫收錄配音是輪流使用麥克風連續錄音，但由於佐倉等人分飾多角，在同一場景出現時必須將角色個別錄音。
而電視動畫第2作，於2022年11月3日起播放。

### 劇場版
《劇場版 艦隊Collection》（艦隊これくしょん～艦これ～ 劇場版）
延續動畫的劇情，解釋深海棲艦和吹雪的身世。

### 漫畫

衍生漫画《舞鹤镇守府篇》第一卷封面

2013年4月23日開始，於Fami通Comic Clear作為網路漫畫公開。為每次8頁或6頁的四格漫畫，並於每月第1及第3個星期五更新。負責繪畫的為桃井涼太。內容為「吹雪」等驅逐艦的艦娘們前往學園入學，並向前輩「赤城」與「大井」等學習戰鬥技術的學園生活故事。同網站內，名為「鎮守府通信」並負責介紹營運方面新情報的漫畫，於2013年7月9日開始不定期推出。負責繪畫的為原田將太郎。
另外，於雜誌《Comptiq》2013年12月號開始，由SASAYUKi所繪畫的漫畫作品開始連載。由さいとー栄所繪畫的漫畫作品在雜誌『月刊Comic Alive』2013年12月號開始連載。
此等漫畫的中文版一度曾只授權台灣地區出版販賣。
艦隊收藏-艦COLLE-邂逅寂靜之海
漫畫版，原作田中謙介，作畫。
| 集數 | Media Factory  | Media Factory                  | 尖端出版      | 尖端出版               |
| 集數 | 發售日期       | ISBN                           | 發售日期      | ISBN                   |
| ---- | -------------- | ------------------------------ | ------------- | ---------------------- |
| 1    | 2014年3月31日  | 一般版：ISBN 978-4-04-066295-4 | 2016年8月17日 | ISBN 978-957-10-6833-6 |
| 1    | 2014年3月31日  | 特裝版：ISBN 978-4-04-066291-6 | 2016年8月17日 | ISBN 978-957-10-6833-6 |
| 2    | 2014年12月31日 | ISBN 978-4-04-067224-3         | 2016年8月17日 | ISBN 978-957-10-6834-3 |
| 3    | 2017年1月23日  | ISBN 978-4-04-068259-4         | 2017年9月1日  | ISBN 978-957-107-612-6 |

| 刊登平台 | 書名                     | 作者／畫者                     | #                              | 國際標準書號                   | 國際標準書號           | 發售日期            | 發售日期           | 刊登書籍／出版商    | 刊登書籍／出版商 |
| 刊登平台 | 書名                     | 作者／畫者                     | #                              | 日本                           | 臺灣                   | 日本                | 臺灣               | 日本                | 臺灣             |
| -------- | ------------------------ | ------------------------------ | ------------------------------ | ------------------------------ | ---------------------- | ------------------- | ------------------ | ------------------- | ---------------- |
| 網路漫畫 | 吹雪奮鬥記     | 桃井涼太                       | 1                              | ISBN 978-4-04-729333-5         | ISBN 978-986-366-566-3 | 2013年12月14日      | 2015年4月28日      | Enterbrain          | 台灣角川         |
| 網路漫畫 | 吹雪奮鬥記     | 桃井涼太                       | 2                              | ISBN 978-4-04-729640-4         | ISBN 978-986-366-438-3 | 2014年4月14日       | 2015年7月11日      | Enterbrain          | 台灣角川         |
| 網路漫畫 | 吹雪奮鬥記     | 桃井涼太                       | 3                              | ISBN 978-4-04-729853-8         | ISBN 978-986-366-650-9 | 2014年8月11日       | 2015年8月6日       | Enterbrain          | 台灣角川         |
| 網路漫畫 | 吹雪奮鬥記     | 桃井涼太                       | 4                              | ISBN 978-4-04-730144-3         | ISBN 978-986-366-829-9 | 2015年1月15日       | 2015年11月18日     | Enterbrain          | 台灣角川         |
| 網路漫畫 | 吹雪奮鬥記     | 桃井涼太                       | 5                              | ISBN 978-4-04-730496-3         | ISBN 978-986-366-950-0 | 2015年5月15日       | 2016年2月19日      | Enterbrain          | 台灣角川         |
| 網路漫畫 | 吹雪奮鬥記     | 桃井涼太                       | 6                              | ISBN 978-4-04-730777-3         | ISBN 978-986-473-573-0 | 2015年10月15日      | 2017年3月13日      | Enterbrain          | 台灣角川         |
| 網路漫畫 | 吹雪奮鬥記     | 桃井涼太                       | 7                              | ISBN 978-4-04-734078-7         | ISBN 978-986-473-969-1 | 2016年3月14日       | 2017年11月9日      | Enterbrain          | 台灣角川         |
| 網路漫畫 | 吹雪奮鬥記     | 桃井涼太                       | 8                              | ISBN 978-4-04-734282-8         |                        | 2016年7月15日       |                    | Enterbrain          | 台灣角川         |
| 網路漫畫 | 鎮守府通信（日语：鎮守府通信）     | 原田將太郎                     | 不適用                         | 不適用                         | 不適用                 | 不適用              | 不適用             | 不適用              | 不適用           |
| 網路漫畫 | 艦艦日和       | 水本正                         | 1                              | ISBN 978-4-04-729585-8         | 不適用                 | 2014年3月24日       | 不適用             | Fami通 BOOKS        | 不適用           |
| 網路漫畫 | 艦艦日和       | 水本正                         | 2                              | ISBN 978-4-04-730011-8         | 不適用                 | 2014年10月17日      | 不適用             | Fami通 BOOKS        | 不適用           |
| 網路漫畫 | 艦艦日和       | 水本正                         | 3                              | ISBN 978-4-04-730348-5         | 不適用                 | 2015年3月20日       | 不適用             | Fami通 BOOKS        | 不適用           |
| 網路漫畫 | 艦艦日和       | 水本正                         | 4                              | ISBN 978-4-04-733055-9         | 不適用                 | 2015年9月26日       | 不適用             | Fami通 BOOKS        | 不適用           |
| 網路漫畫 | 艦艦日和       | 水本正                         | 5                              | ISBN 978-4-04-733122-8         | 不適用                 | 2016年3月4日        | 不適用             | Fami通 BOOKS        | 不適用           |
| 網路漫畫 |                          | 湧井想太、仁藤砂雨             | 不適用                         | 不適用                         | 不適用                 | 不適用              | 不適用             | 不適用              | 不適用           |
| 雜誌連載 |                          | さいとー栄                     |                                |                                |                        |                     |                    |                     |                  |
| 雜誌連載 | 1                        | さいとー栄                     | 一般版：ISBN 978-4-04-066295-4 | 不適用                         | 2014年3月22日          | 不適用              | MF Comic Alive系列 | 不適用              |                  |
| 雜誌連載 | 1                        | さいとー栄                     | 特裝版：ISBN 978-4-04-066291-6 | 不適用                         | 2014年3月22日          | 不適用              | MF Comic Alive系列 | 不適用              |                  |
| 雜誌連載 | 2                        | さいとー栄                     | ISBN 978-4-04-067224-3         | 不適用                         | 2014年12月22日         | 不適用              | MF Comic Alive系列 | 不適用              |                  |
| 雜誌連載 | SASAYUKi                 |                                |                                |                                |                        |                     |                    |                     |                  |
| 雜誌連載 | 1                        | 一般版：ISBN 978-4-04-101534-6 | 不適用                         | 2014年6月10日                  | 不適用                 | KADOKAWA Comics Ace | 不適用             |                     |                  |
| 雜誌連載 | 1                        | 特裝版：ISBN 978-4-04-121002-4 | 不適用                         | 2014年5月26日                  | 不適用                 | KADOKAWA Comics Ace | 不適用             |                     |                  |
| 雜誌連載 | 水雷戰隊編年史 | 深山靖宙                       |                                |                                |                        | KADOKAWA Comics Ace |                    |                     |                  |
| 雜誌連載 | 水雷戰隊編年史 | 深山靖宙                       | 1                              | 一般版：ISBN 978-4-04-101533-9 | ISBN 978-986-366-387-4 | KADOKAWA Comics Ace | 2014年6月10日      | 2016年12月31日      | 台灣角川         |
| 雜誌連載 | 水雷戰隊編年史 | 深山靖宙                       | 1                              | 特裝版：ISBN 978-4-04-066291-6 | ISBN 978-986-366-387-4 | KADOKAWA Comics Ace | 2014年5月26日      | 2016年12月31日      | 台灣角川         |
| 雜誌連載 | 水雷戰隊編年史 | 深山靖宙                       | 2                              | ISBN 978-4-04-102920-6         | 不適用                 | KADOKAWA Comics Ace | 2015年7月10日      | 不適用              | 台灣角川         |
| 雜誌連載 |                          | 七六                           | 1                              | ISBN 978-4-04-070106-6         | 不適用                 | 2014年5月9日        | 不適用             | Dragon Comics Age   | 不適用           |
| 雜誌連載 | 山崎かずま               |                                |                                |                                |                        |                     |                    |                     |                  |
| 雜誌連載 | 1                        | 一般版：ISBN 978-4-04-866590-2 | 不適用                         | 2014年11月27日                 | 不適用                 | 電擊Comics NEXT     | 不適用             |                     |                  |
| 雜誌連載 | 1                        | 限定版：ISBN 978-4-04-866612-1 | 不適用                         | 2014年10月27日                 | 不適用                 | 電擊Comics NEXT     | 不適用             |                     |                  |
| 雜誌連載 | 2                        | ISBN 978-4-04-869235-9         | 不適用                         | 2015年6月27日                  | 不適用                 | 電擊Comics NEXT     | 不適用             |                     |                  |
| 雜誌連載 | 3                        | ISBN 978-4-04-865727-3         | 不適用                         | 2016年3月26日                  | 不適用                 | 電擊Comics NEXT     | 不適用             |                     |                  |
| 雜誌連載 |                          | ヒロイチ                       | 1                              | ISBN 978-4-04-866985-6         | 不適用                 | 電擊Comics NEXT     | 2014年12月20日     | 不適用              | 不適用           |
| 雜誌連載 | 2                        | ヒロイチ                       | ISBN 978-4-04-865233-9         | 不適用                         | 2015年7月27日          | 電擊Comics NEXT     | 不適用             |                     | 不適用           |
| 雜誌連載 | 3                        | ヒロイチ                       | ISBN 978-4-04-865729-7         | 不適用                         | 2016年9月27日          | 不適用              |                    |                     |                  |
| 雜誌連載 | 4                        | ヒロイチ                       | ISBN 978-4-04-892507-5         | 不適用                         | 2017年1月27日          | 不適用              |                    |                     |                  |
| 雜誌連載 | 5                        | ヒロイチ                       | ISBN 978-4-04-893243-1         | 不適用                         | 2017年8月              | 不適用              |                    |                     |                  |
| 漫畫選集 | 橫須賀鎮守府篇           | 不適用                         | 1                              | ISBN 978-4-04-729134-8         | 不適用                 | 2013年9月14日       | 不適用             | Fami通 BOOKS        | 不適用           |
| 漫畫選集 | 橫須賀鎮守府篇           | 不適用                         | 2                              | ISBN 978-4-04-729283-3         | 不適用                 | 2013年11月15日      | 不適用             | Fami通 BOOKS        | 不適用           |
| 漫畫選集 | 橫須賀鎮守府篇           | 不適用                         | 3                              | ISBN 978-4-04-729410-3         | 不適用                 | 2014年1月14日       | 不適用             | Fami通 BOOKS        | 不適用           |
| 漫畫選集 | 橫須賀鎮守府篇           | 不適用                         | 4                              | ISBN 978-4-04-729545-2         | 不適用                 | 2014年3月15日       | 不適用             | Fami通 BOOKS        | 不適用           |
| 漫畫選集 | 橫須賀鎮守府篇           | 不適用                         | 5                              | ISBN 978-4-04-729685-5         | 不適用                 | 2014年5月15日       | 不適用             | Fami通 BOOKS        | 不適用           |
| 漫畫選集 | 橫須賀鎮守府篇           | 不適用                         | 6                              | ISBN 978-4-04-729776-0         | 不適用                 | 2014年7月15日       | 不適用             | Fami通 BOOKS        | 不適用           |
| 漫畫選集 | 橫須賀鎮守府篇           | 不適用                         | 7                              | ISBN 978-4-04-729902-3         | 不適用                 | 2014年9月13日       | 不適用             | Fami通 BOOKS        | 不適用           |
| 漫畫選集 | 橫須賀鎮守府篇           | 不適用                         | 8                              | ISBN 978-4-04-730060-6         | 不適用                 | 2014年11月15日      | 不適用             | Fami通 BOOKS        | 不適用           |
| 漫畫選集 | 橫須賀鎮守府篇           | 不適用                         | 9                              | ISBN 978-4-04-730279-2         | 不適用                 | 2015年3月14日       | 不適用             | Fami通 BOOKS        | 不適用           |
| 漫畫選集 | 橫須賀鎮守府篇           | 不適用                         | 11                             | ISBN 978-4-04-730717-9         | 不適用                 | 2015年9月14日       | 不適用             | Fami通 BOOKS        | 不適用           |
| 漫畫選集 | 橫須賀鎮守府篇           | 不適用                         | 12                             | ISBN 978-4-04-730865-7         | 不適用                 | 2015年12月14日      | 不適用             | Fami通 BOOKS        | 不適用           |
| 漫畫選集 | 橫須賀鎮守府篇           | 不適用                         | 13                             | ISBN 978-4-04-734079-4         | 不適用                 | 2016年3月14日       | 不適用             | Fami通 BOOKS        | 不適用           |
| 漫畫選集 | 橫須賀鎮守府篇           | 不適用                         | 14                             | ISBN 978-4-04-734193-7         | 不適用                 | 2016年6月15日       | 不適用             | Fami通 BOOKS        | 不適用           |
| 漫畫選集 | 吳鎮守府篇               | 不適用                         | 1                              | ISBN 978-4-75-800783-2         | ISBN 978-986-578-436-2 | 2013年10月25日      | 2015年6月25日      | DNA Comics          | 旺福圖書         |
| 漫畫選集 | 佐世保鎮守府篇           | 不適用                         | 1                              | ISBN 978-4-04-866186-7         | 不適用                 | 2013年11月26日      | 不適用             | 電擊 Comics NEXT    | 不適用           |
| 漫畫選集 | 佐世保鎮守府篇           | 不適用                         | 2                              | ISBN 978-4-04-866342-7         | 不適用                 | 2014年1月27日       | 不適用             | 電擊 Comics NEXT    | 不適用           |
| 漫畫選集 | 佐世保鎮守府篇           | 不適用                         | 3                              | ISBN 978-4-04-866497-4         | 不適用                 | 2014年4月26日       | 不適用             | 電擊 Comics NEXT    | 不適用           |
| 漫畫選集 | 佐世保鎮守府篇           | 不適用                         | 4                              | ISBN 978-4-04-866721-0         | 不適用                 | 2014年7月25日       | 不適用             | 電擊 Comics NEXT    | 不適用           |
| 漫畫選集 | 佐世保鎮守府篇           | 不適用                         | 5                              | ISBN 978-4-04-866917-7         | 不適用                 | 2014年10月24日      | 不適用             | 電擊 Comics NEXT    | 不適用           |
| 漫畫選集 | 佐世保鎮守府篇           | 不適用                         | 6                              | ISBN 978-4-04-869158-1         | 不適用                 | 2015年1月24日       | 不適用             | 電擊 Comics NEXT    | 不適用           |
| 漫畫選集 | 佐世保鎮守府篇           | 不適用                         | 7                              | ISBN 978-4-04-865111-0         | 不適用                 | 2015年4月27日       | 不適用             | 電擊 Comics NEXT    | 不適用           |
| 漫畫選集 | 佐世保鎮守府篇           | 不適用                         | 8                              | ISBN 978-4-04865232-2          | 不適用                 | 2015年7月24日       | 不適用             | 電擊 Comics NEXT    | 不適用           |
| 漫畫選集 | 佐世保鎮守府篇           | 不適用                         | 9                              | ISBN 978-4-04-865553-8         | 不適用                 | 2015年10月27日      | 不適用             | 電擊 Comics NEXT    | 不適用           |
| 漫畫選集 | 佐世保鎮守府篇           | 不適用                         | 10                             | ISBN 978-4-04-865698-6         | 不適用                 | 2016年1月27日       | 不適用             | 電擊 Comics NEXT    | 不適用           |
| 漫畫選集 | 佐世保鎮守府篇           | 不適用                         | 11                             | ISBN 978-4-04-865924-6         | 不適用                 | 2016年4月27日       | 不適用             | 電擊 Comics NEXT    | 不適用           |
| 漫畫選集 | 舞鶴鎮守府篇             | 不適用                         | 壹                             | ISBN 978-4-04-120971-4         | ISBN 978-986-366-419-2 | 2013年11月26日      | 2015年2月10日      | Kadokawa Comics Ace | 台灣角川         |
| 漫畫選集 | 舞鶴鎮守府篇             | 不適用                         | 貳                             | ISBN 978-4-04-120989-9         | ISBN 978-986-366-420-8 | 2013年12月6日       | 2015年2月10日      | Kadokawa Comics Ace | 台灣角川         |
| 漫畫選集 | 舞鶴鎮守府篇             | 不適用                         | 参                             | ISBN 978-4-04-121019-2         | ISBN 978-986-366-450-5 | 2014年2月26日       | 2015年6月18日      | Kadokawa Comics Ace | 台灣角川         |
| 漫畫選集 | 舞鶴鎮守府篇             | 不適用                         | 肆                             | ISBN 978-4-04-121125-0         | ISBN 978-986-366-881-7 | 2014年4月26日       | 2015年12月16日     | Kadokawa Comics Ace | 台灣角川         |
| 漫畫選集 | 舞鶴鎮守府篇             | 不適用                         | 伍                             | ISBN 978-4-04-101684-8         | ISBN 978-986-366-953-1 | 2014年8月9日        | 2016年2月19日      | Kadokawa Comics Ace | 台灣角川         |
| 漫畫選集 | 舞鶴鎮守府篇             | 不適用                         | 陸                             | ISBN 978-4-04-101685-5         | ISBN 978-986-473-142-8 | 2014年11月10日      | 2016年6月16日      | Kadokawa Comics Ace | 台灣角川         |
| 漫畫選集 | 舞鶴鎮守府篇             | 不適用                         | 柒                             | ISBN 978-4-04-102467-6         | ISBN 978-986-473-181-7 | 2015年3月10日       | 2016年7月13日      | Kadokawa Comics Ace | 台灣角川         |
| 漫畫選集 | 舞鶴鎮守府篇             | 不適用                         | 捌                             | ISBN 978-4-04-103139-1         | ISBN 978-986-473-356-9 | 2015年7月10日       | 2016年11月3日      | Kadokawa Comics Ace | 台灣角川         |
| 漫畫選集 | 舞鶴鎮守府篇             | 不適用                         | 玖                             | ISBN 978-4-04-103592-4         | ISBN 978-986-473-549-5 | 2015年11月1日       | 2017年2月18日      | Kadokawa Comics Ace | 台灣角川         |
| 漫畫選集 | 舞鶴鎮守府篇             | 不適用                         | 十                             | ISBN 978-4-04-103866-6         | ISBN 978-957-853-199-4 | 2016年2月26日       | 2018年1月15日      | Kadokawa Comics Ace | 台灣角川         |
| 漫畫選集 | 舞鶴鎮守府篇             | 不適用                         | 十一                           | ISBN 978-4-04-104170-3         | ISBN 978-957-564-017-0 | 2016年5月10日       | 2018年1月15日      | Kadokawa Comics Ace | 台灣角川         |
| 漫畫選集 | 舞鶴鎮守府篇             | 不適用                         | 十二                           | ISBN 978-4-04-104529-9         | 不適用                 | 2016年8月10日       | 不適用             | Kadokawa Comics Ace | 台灣角川         |
| 漫畫選集 | 舞鶴鎮守府篇             | 不適用                         | 十三                           | ISBN 978-4-04-104872-6         | 不適用                 | 2016年12月10日      | 不適用             | Kadokawa Comics Ace | 台灣角川         |
| 漫畫選集 | 舞鶴鎮守府篇             | 不適用                         | 十四                           | ISBN 978-4-04-105559-5         | 不適用                 | 2017年2月24日       | 不適用             |                     |                  |
| 漫畫選集 | 舞鶴鎮守府篇             | 不適用                         | 十五                           | ISBN 978-4-04-105903-6         | 不適用                 | 2017年8月10日       | 不適用             |                     |                  |
| 漫畫選集 |                          | 不適用                         | 1                              | ISBN 978-4-04-730287-7         | 不適用                 | 2015年2月27日       | 不適用             | Fami通 Comics       | 不適用           |
| 漫畫選集 | 「結婚」篇（日语：ケッコンカッコカリアンソロジー）     | 不適用                         | 1                              | ISBN 978-4-04-869279-3         | 不適用                 | 2015年2月27日       | 不適用             | 電擊 Comics NEXT    | 不適用           |

### 小說
目前為止，艦隊Collection共有《一航戰，出擊！》、《某鎮守府的一天》、《陽炎，起錨！》、《鶴翼之絆》、《瑞之海、鳳之空》五部改編小說作品（忽略基於系列桌遊版遊玩記錄重寫成的另外數本小說），除了前兩本外，每本均有不同的作者、繪師、主角以及設定。
| 陽炎，起錨！ 作者：築地俊彦 繪師：NOCO | 陽炎，起錨！ 作者：築地俊彦 繪師：NOCO | 陽炎，起錨！ 作者：築地俊彦 繪師：NOCO | 陽炎，起錨！ 作者：築地俊彦 繪師：NOCO | 陽炎，起錨！ 作者：築地俊彦 繪師：NOCO |
| #                                                | 日本 Fami通文庫                                  | 日本 Fami通文庫                                  | 臺灣 台灣角川                                    | 臺灣 台灣角川                                    |
| #                                                | 發售日期                                         | ISBN                                             | 發售日期                                         | ISBN                                             |
| ------------------------------------------------ | ------------------------------------------------ | ------------------------------------------------ | ------------------------------------------------ | ------------------------------------------------ |
| 1                                                | 2013年11月30日                                   | ISBN 978-4-04-729266-6                           | 2015年8月6日                                     | ISBN 978-986-366-610-3                           |
| 2                                                | 2014年2月28日                                    | ISBN 978-4-04-729461-5                           | 2015年12月13日                                   | ISBN 978-986-366-871-8                           |
| 3                                                | 2014年7月30日                                    | 普通版：ISBN 978-4-04-729768-5                   | 2016年2月19日                                    | ISBN 978-986-366-914-2                           |
| 3                                                | 2014年7月30日                                    | 限定版：ISBN 978-4-04-729769-2                   |                                                  |                                                  |
| 4                                                | 2014年12月26日                                   | 普通版：ISBN 978-4-04-730112-2                   | 2016年3月24日                                    | ISBN 978-986-473-001-8                           |
| 4                                                | 2014年12月26日                                   | 限定版：ISBN 978-4-04-730113-9                   |                                                  |                                                  |
| 5                                                | 2015年3月30日                                    | 978-4-04-730307-2                                | 2016年5月26日                                    | 978-986-473-103-9                                |
| 5                                                | 2015年3月30日                                    | 限定版：ISBN 978-4-04-730306-5                   |                                                  |                                                  |
| 6                                                | 2015年8月29日                                    | ISBN 978-4-04-730652-3                           | 2016年9月26日                                    | ISBN 978-986-473-283-8                           |
| 7                                                | 2015年12月26日                                   | 普通版: ISBN 978-4-04-730855-8                   | 2016年12月12日                                   | ISBN 978-986-473-419-1                           |
| 7                                                | 2015年12月26日                                   | 限定版: ISBN 978-4-04-730856-5                   |                                                  |                                                  |

| 一航戰，出擊！ 作者：鷹見一幸 繪師：GUNP | 一航戰，出擊！ 作者：鷹見一幸 繪師：GUNP | 一航戰，出擊！ 作者：鷹見一幸 繪師：GUNP | 一航戰，出擊！ 作者：鷹見一幸 繪師：GUNP | 一航戰，出擊！ 作者：鷹見一幸 繪師：GUNP |
| #                                                  | 日本 角川Sneaker文庫                               | 日本 角川Sneaker文庫                               | 中華民國 台灣角川                                  | 中華民國 台灣角川                                  |
| #                                                  | 發售日期                                           | ISBN                                               | 發售日期                                           | ISBN                                               |
| -------------------------------------------------- | -------------------------------------------------- | -------------------------------------------------- | -------------------------------------------------- | -------------------------------------------------- |
| 1                                                  | 2014年2月1日                                       | ISBN 978-4-04-101198-0                             | 2016年12月31日                                     | ISBN 978-986-366-373-7                             |
| 2                                                  | 2014年6月28日                                      | ISBN 978-4-04-101523-0                             |                                                    |                                                    |
| 3                                                  | 2014年11月29日                                     | ISBN 978-4-04-102441-6                             |                                                    |                                                    |

| 鶴翼之絆 作者：內田弘樹 繪師：魔太郎 | 鶴翼之絆 作者：內田弘樹 繪師：魔太郎 | 鶴翼之絆 作者：內田弘樹 繪師：魔太郎 | 鶴翼之絆 作者：內田弘樹 繪師：魔太郎 | 鶴翼之絆 作者：內田弘樹 繪師：魔太郎 |
| #                                              | 日本 富士見Fantasia文庫                        | 日本 富士見Fantasia文庫                        | 臺灣 台灣角川                                  | 臺灣 台灣角川                                  |
| #                                              | 發售日期                                       | ISBN                                           | 發售日期                                       | ISBN                                           |
| ---------------------------------------------- | ---------------------------------------------- | ---------------------------------------------- | ---------------------------------------------- | ---------------------------------------------- |
| 1                                              | 2014年2月20日                                  | ISBN 978-4-04-070032-8                         | 2015年2月10日                                  | ISBN 978-986-366-372-0                         |
| 2                                              | 2014年6月20日                                  | ISBN 978-4-04-070210-0                         | 2015年4月17日                                  | ISBN 978-986-366-462-8                         |
| 3                                              | 2014年10月18日                                 | ISBN 978-4-04-070360-2                         | 2015年8月20日                                  | ISBN 978-986-366-608-0                         |
| 4                                              | 2015年2月20日                                  | ISBN 978-4-04-070358-9                         | 2015年11月16日                                 | ISBN 978-986-366-806-0                         |
| 5                                              | 2015年7月18日                                  | ISBN 978-4-04-070641-2                         | 2016年2月19日                                  | ISBN 978-986-366-903-6                         |
| 6                                              | 2016年3月19日                                  | ISBN 978-4-04-070642-9                         | 2016年11月28日                                 | ISBN 978-986-473-385-9                         |

| 某鎮守府的一天 作者：椎出啓、鷹見一幸、銅大 繪師：こるり | 某鎮守府的一天 作者：椎出啓、鷹見一幸、銅大 繪師：こるり | 某鎮守府的一天 作者：椎出啓、鷹見一幸、銅大 繪師：こるり |
| #                                                                  | 日本 角川Sneaker文庫                                               | 日本 角川Sneaker文庫                                               |
| #                                                                  | 發售日期                                                           | ISBN                                                               |
| ------------------------------------------------------------------ | ------------------------------------------------------------------ | ------------------------------------------------------------------ |
| 1                                                                  | 2014年6月1日                                                       | ISBN 978-4-04-101524-7                                             |
| 2                                                                  | 2014年10月31日                                                     | ISBN 978-4-04-102271-9                                             |

| 瑞之海、鳳之空 作者：むらさきゆきや 繪師：有河サトル | 瑞之海、鳳之空 作者：むらさきゆきや 繪師：有河サトル | 瑞之海、鳳之空 作者：むらさきゆきや 繪師：有河サトル |
| #                                                              | 日本 角川Sneaker文庫                                           | 日本 角川Sneaker文庫                                           |
| #                                                              | 發售日期                                                       | ISBN                                                           |
| -------------------------------------------------------------- | -------------------------------------------------------------- | -------------------------------------------------------------- |
| 1                                                              | 2015年2月1日                                                   | ISBN 978-4-04-102762-2                                         |
| 2                                                              | 2015年7月1日                                                   | ISBN 978-4-04-103111-7                                         |
| 3                                                              | 2015年12月26日                                                 | ISBN 978-4-04-103112-4                                         |

### 廣播劇CD
《side：金剛》單行本限定版附送（vol.1 比叡、カレーを作る）。
《水雷戰隊編年史》單行本限定版附送（vol.2 暁の夢）。

### 桌上遊戲
主條目：艦隊これくしょん -艦これ- 艦これRPG

### 其他刊物
提督の夏休み。
提督の冬休み。
艦隊これくしょん -艦これ- 鎮守府生活のすゝめ
艦これ白書 -艦隊これくしょん オフィシャルブック-
対深海棲艦 ファミマ艦隊 作戦要網
日本海軍「艦これ」公式作戦記録
艦これ ピクトリアルモデリングガイド 『艦これ』提督のための艦船模型ガイドブック
艦隊これくしょん‐艦これ‐ 艦娘型録
艦隊これくしょん‐艦これ‐ 提督@報告書
艦これジャーナル 艦娘たちのお正月
艦隊これくしょん -艦これ- 建造計画報告書
艦隊これくしょん -艦これ- 艦娘イラストコラム
「艦これ」バトルメモリアル ビジュアルブック

### 遊戲相關CD

#### OST
艦隊これくしょん -艦これ- KanColle Original Sound Track 暁
艦隊これくしょん -艦これ- KanColle Original Sound Track II 風
艦隊これくしょん -艦これ- KanColle Original Sound Track III 雲
艦隊これくしょん -艦これ- KanColle Original Sound Track IV 雨

#### 艦娘想歌
【壱】KanColle Vocal Collection vol.1（聲：藤田咲、野水伊織）
【弐】KanColle Vocal Collection vol.2（聲：佐倉綾音、東山奈央）
【參】加賀岬 KanColle Vocal Collection vol.3 （聲：井口裕香）
角色加賀因本曲的緣故而在艦隊Collection系列的角色表現中增添了「喜愛唱歌且品味獨特」的風格，從而令本曲至今在系列中較為標誌性的歌曲之一。
【肆】艦娘音頭 KanColle Vocal Collection vol.4（聲：谷邊由美）
本曲具有喜慶歡樂的曲風和清晰的節奏，同時出現了專門編配的舞蹈，由於舞步簡單易學，非專業人士也能容易掌握。在線下活動中出現《艦娘音頭》的舞蹈表演時，常常會鼓動觀眾的互動變成群舞。
【伍】月夜海 KanColle Vocal Collection vol.5（聲：藤田咲、山田悠希、谷邊由美、內田秀）
作為艦娘向玩家（提督身份）獻唱的「告白」之歌，本曲也快成為了系列中最受粉絲喜愛的角色歌曲之一。在2018年冬季活動捷号決戦！邀撃、レイテ沖海戦(後篇)中，並重新編寫本曲並配再新增後半段歌詞的新版本作為通關後的尾聲曲，一時間有很多完成活動的玩家表示被作戰完成後適時出現的本曲所感動。
【陸】佐世保的時雨 KanColle Vocal Collection vol.6（聲：谷邊由美）

### 與其他作品的合作
《艦Colle》與於2013年10月開始播放的動畫《蒼藍鋼鐵戰艦》進行合作。方式包括在動畫結尾播放的插畫中讓《艦Colle》和《蒼藍鋼鐵戰艦》的同名角色出現在同一幅畫中。例如動畫第5集插畫中的登場人物是艦Colle的金剛和蒼藍的金剛（由艦Colle的金剛的插畫家コニシ作畫）。
同時遊戲於2013年聖誕節開放與蒼藍合作的期間限定海域（活動海域），蒼藍鋼鐵中的「伊歐娜」、「高雄」以及「榛名」3艘艦艇為時間限定的己方可用艦，而「霧島」、「金剛」和「摩耶」則僅作為敵艦登場。

## 迴響

### 批評與反駁
南韓報章《韓國日報》在2013年11月3日撰文批評，指因為近年日本政治右傾化，企圖以《艦隊Collection》這款遊戲作為政治宣傳，歌頌大日本帝國海軍和戰爭，向日本年輕人灌輸軍國主義。
而《日本時報》的評論則反駁，指該遊戲完全沒有任何政治取向，亦和日本政界右翼勢力抬頭無關，評論員舉出類似題材的動漫畫作品《宇宙戰艦大和號》為例，雖然這作品受到同樣的批判，但它對日本本土的政治影響微乎其微，右翼份子也不會喜歡見到在網上搜尋軍艦圖片時，全部變成可愛的美少女的模樣。另有評論亦認為，遊戲可令玩家更容易理解戰爭期間戰事何其慘烈（相對於絕大部分「提督」遊戲時都會以避免艦娘被擊沉為大前提），或因此追查長輩參軍經歷，從而更正面認識歷史，傾向反戰。。

### 模仿作品
由於艦隊Collection成功吸引了大量玩家，不少遊戲開發商因而對其借鑒、模仿、甚至抄襲、冒名，包括曾在中国大陆地區網路上引發艦隊colletion玩家集體抗議的《舰娘世界》（曾名「舰娘国服」）、《炮妹》、《战舰少女》、《舰娘收藏》、《碧蓝航线》和《深淵地平線》等等，其中部分曾在網絡上引起廣泛爭議，甚至有的抄袭作品为了人气不惜一切代价抹黑《舰队Collection》的形象。
另一部同質性極高的知名網頁遊戲《刀劍亂舞》是與艦隊Collection同由DMM.com營運，但由不同團隊開發製作，該團隊製作人亦承認其遊戲系統的許多部份參考了艦隊Collection的系統。

## 外部連結
- 艦隊Collection -艦Colle- KADOKAWA GAMES （页面存档备份，存于）（日語）
  - 艦隊Collection 〜艦Colle〜 DMM.com（日語）
  - 「艦Colle」開發及營運的X（前Twitter）（日語）
- 《艦Colle》Fami通Comic clear （页面存档备份，存于）（日語）
- 艦隊Collection AC （页面存档备份，存于）（日語）